# 猫又

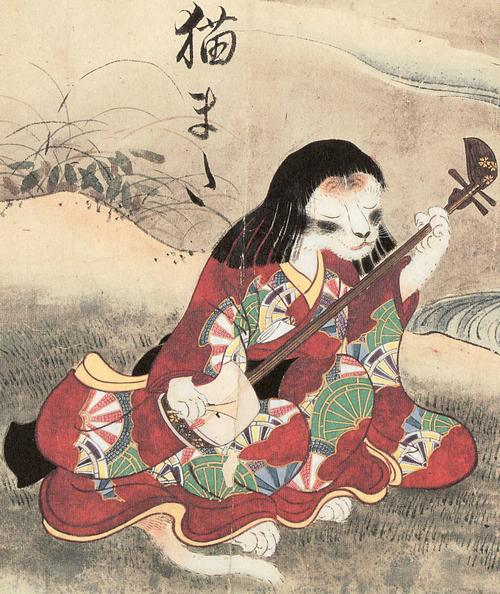
佐脇嵩之『百怪図巻』より「猫また」

猫又、猫股（ねこまた）は、日本の民間伝承や古典の怪談、随筆などにあるネコの妖怪。大別して山の中にいる獣といわれるものと、人家で飼われているネコが年老いて化けるといわれるものの2種類がある。

## 山中の猫又

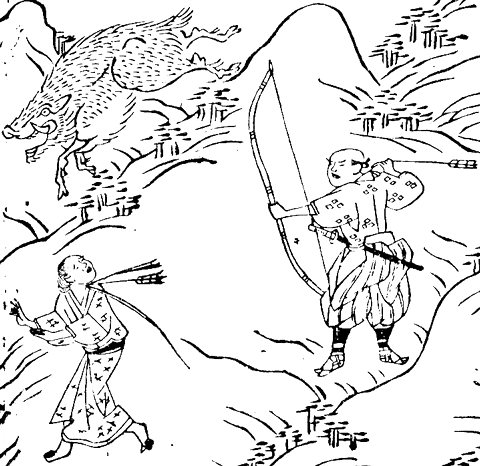
荻田安静『宿直草』より「ねこまたといふ事」。狩人が自分の母に化けた猫又（左下）を射る場面。

中国では日本より古く隋時代には「猫鬼（びょうき）」「金花猫」といった怪猫の話が伝えられていたが、日本においては鎌倉時代前期の藤原定家による『明月記』の天福元年（1233年）8月2日の記事に、南都（現在の奈良県）で「『猫胯』が一晩で数人の人間を食い殺した」という記述がある。この記述が文献上に登場した初出とされており、猫又は山中の獣として語られていた。ただし、『明月記』の猫又は容姿について「目はネコのごとく、体は大きい犬のよう」と記されていることから、真偽を疑問視する声もあり、人間が「猫跨病」という病気に苦しんだという記述があるため、狂犬病にかかった獣がその実体との解釈もある。また、鎌倉時代後期の『徒然草』に「奥山に、猫またといふものありて、人を食ふなると人の言ひけるに」と記されている（第89段）。
江戸時代の怪談集である『宿直草』や『曽呂利物語』でも、猫又は山奥に潜んでいるものとされ、深山で人間に化けて現れた猫又の話があり、民間伝承においても山間部の猫又に関する伝承が多い。山中の猫又は後世の文献になるほど大型化する傾向にあり、1685年（貞享2年）の『新著聞集』では、紀伊国の山中で捕えられた猫又は「イノシシほどの大きさ」とあり、1775年（安永4年）の『倭訓栞』では、猫又の鳴き声が山中に響き渡ったと記されていることから、ライオンやヒョウほどの大きさだったと考えられている。1809年（文化6年）の『寓意草』で犬をくわえていたという猫又は「9尺5寸（約2.8メートル）」とある。
越中国（現在の富山県）で猫又が人々を食い殺したといわれる猫又山、会津（現在の福島県）で猫又が人間に化けて人をたぶらかしたという猫魔ヶ岳のように、猫又伝説が山の名前になっている地域もある。猫又山については民間伝承のみならず、実際に山中に大きなネコが住みついて人間を襲ったとも考えられている。

## 人家のネコが化ける猫又

境港市水木しげるロードに設置された猫又のブロンズ像。尻尾が2本に分かれている。

一方で、同じく鎌倉時代成立の『古今著聞集』（1254年稿）の観教法印の話では、嵯峨の山荘で飼われていた唐猫が秘蔵の守り刀をくわえて逃げ出し、人が追ったがそのまま姿をくらましたと伝え、この飼い猫を魔物が化けていたものと残したが、前述の『徒然草』ではこれもまた猫又とし、山にすむ猫又の他に、飼い猫も年を経ると化けて人を食ったりさらったりするようになると語っている。
江戸時代以降には、人家で飼われているネコが年老いて猫又に化けるという考えが一般化し、前述のように山にいる猫又は、そうした老いたネコが家から山に移り住んだものとも解釈されるようになった。そのために、ネコを長い年月にわたって飼うものではないという俗信も、日本各地に生まれるようになった。
江戸中期の有職家・伊勢貞丈による『安斎随筆』には「数歳のネコは尾が二股になり、猫またという妖怪となる」という記述が見られる。また江戸中期の学者である新井白石も「老いたネコは『猫股』となって人を惑わす」と述べており、老いたネコが猫又となることは常識的に考えられ、江戸当時の瓦版などでもこうしたネコの怪異が報じられていた。
一般に、猫又の「又」は尾が二又に分かれていることが語源といわれるが、民俗学的な観点からこれを疑問視し、ネコが年を重ねて化けることから、重複の意味である「また」と見る説や、前述のようにかつて山中の獣と考えられていたことから、サルのように山中の木々の間を自在に行き来するとの意味で、サルを意味する「爰（また）」を語源とする説もある。老いたネコの背の皮が剥けて後ろに垂れ下がり、尾が増えたり分かれているように見えることが由来との説もある。
ネコはその眼光や不思議な習性により、古来から魔性のものと考えられ、葬儀の場で死者をよみがえらせたり、ネコを殺すと7代までたたられるなどと恐れられており、そうした俗信が背景となって猫又の伝説が生まれたものと考えられている。また、ネコと死者にまつわる俗信は、肉食性のネコが腐臭を嗅ぎわける能力に長け、死体に近づく習性があったためと考えられており、こうした俗信がもとで、死者の亡骸を奪う妖怪・火車と猫又が同一視されることもある。
また、日本のネコの妖怪として知られているものに化け猫があるが、猫又もネコが化けた妖怪に違いないため、猫又と化け猫はしばしば混同される。
なお、カナダで2本の尾を持つネコの写真が撮られている。

## 妖怪画

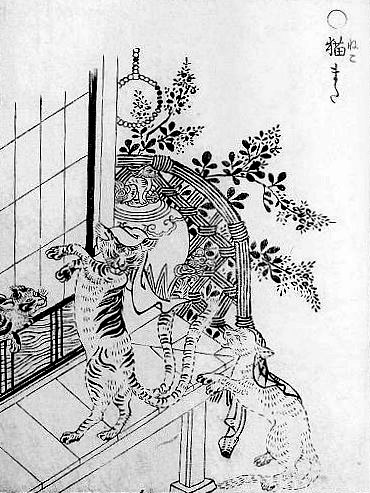
鳥山石燕『画図百鬼夜行』より「猫また」

江戸時代には図鑑様式の妖怪絵巻が多く制作されており、猫又はそれらの絵巻でしばしば妖怪画の題材になっている。1737年（元文2年）刊行の『百怪図巻』などでは、人間女性の身なりをした猫又が三味線を奏でている姿が描かれているが、江戸時代当時は三味線の素材に雌のネコの皮が多く用いられていたため、猫又は三味線を奏でて同族を哀れむ歌を歌っている、もしくは一種の皮肉などと解釈されている。芸者の服装をしているのは、かつて芸者がネコと呼ばれたことと関連しているとの見方もある（冒頭の画像を参照）。
また1776年（安永5年）刊行の『画図百鬼夜行』では（右側の画像参照）、向かって左に障子から顔を出したネコ、向かって右には頭に手ぬぐいを乗せて縁側に手をついたネコ、中央には同じく手ぬぐいをかぶって2本脚で立ったネコが描かれており、それぞれ、普通のネコ、年季がたりないために2本脚で立つことが困難なネコ、さらに年を経て完全に2本脚で立つことのできたネコとして、普通のネコが年とともに猫又へ変化していく過程を描いたとものとも見られている。また、アメリカ合衆国のボストン美術館にビゲロー・コレクション（浮世絵コレクション）として所蔵されている『百鬼夜行絵巻』にもほぼ同様の構図の猫又が描かれていることから、両者の関連性も指摘されている。

## その他
- 不忍通りには、「猫又坂（猫貍坂・猫股坂）」という坂がある。
- 新潟県上越市の伝承では、中ノ俣の村に何千年も生きた猫又が暴れていたので、吉十郎という男が退治したが、その死体は高田城下の人々に見せられた。のち、「猫又塚」が作られ、今は「猫又稲荷神社」も建てられた（死後の祟りを恐れた伝承の一）。
- 富山県の猫又山山麓には、黒部峡谷鉄道の猫又駅がある。
- 猫股の火